# 赤滝 (徳島県)
赤滝（あかだき）は、徳島県美波町にある北河内谷川の滝。落差は18m。

## 地理
北河内谷川の上流であるカブス谷に懸かる滝で日和佐八景のひとつにあげられている。
赤みを帯びた岩壁の上を幾筋かに分かれて流れ落ちる滝で、滝壺はあるが水深も浅く小さい。また上流部には落差30mの黒滝がある。

## 交通
- JR牟岐線「北河内駅」より車で約15分。